# Chuai
Chuai, född 149, död 200, var regerande kejsare av Japan mellan 192 och 200.